# Toussieu
Toussieu é uma comuna francesa na região administrativa de Auvérnia-Ródano-Alpes, no departamento de Ródano. Estende-se por uma área de 5,02 km², com 2 019 habitantes, segundo os censos de 1999, com uma densidade de 402 hab/km².